# Teraz my!
Teraz my! – program typu talk-show nadawany na żywo od 13 września 2005 do 5 lipca 2010 w telewizji TVN, prowadzony przez Tomasza Sekielskiego i Andrzeja Morozowskiego. Tytuł programu był zainspirowany wulgarnym hasłem TKM, które w polskiej polityce odnosi się do „mentalności zdobywcy”.
Do studia zapraszani byli znani politycy, artyści, eksperci w danych dziedzinach. Przedstawiano krótkie materiały filmowe oraz najnowsze wiadomości. Program miał charakter poważnego talk-show z elementami humoru. Program nagrywano przy obecności publiczności. Teraz my! zastąpił zdjęty z anteny program Piotra Najsztuba Najsztub pyta oraz program Prześwietlenie. Program i jego prowadzący zdobyli prestiżową Nagrodę Mediów Niptel 2006. Od września 2007 program Teraz my! był nadawany w poniedziałki o godzinie 22:35 (dawniej we wtorki o 22:30) w telewizji TVN, a zaraz po zakończeniu programu w TVN dogrywka o 23:15 w całości na żywo w TVN24, Onet.pl, Onet.tv i TVN24.pl.
W szczytowej formie Teraz my! oglądało ponad 2,21 mln widzów. Po zakończeniu produkcji programu Andrzej Morozowski został prowadzącym program Rozmowa bardzo polityczna.

## Dokonania dziennikarskie
- W programie ujawniono nagrania negocjacji poseł Renaty Beger z członkami PiS-u, które zapoczątkowały Aferę taśmową.
- W programie Teraz my! ujawniono też nagrane ukrytą kamerą rozmowy Jana Artymowskiego, jednego z wyrzuconych z Platformy Obywatelskiej zwolenników Pawła Piskorskiego z prominentnymi politykami tej partii na kongresie Platformy Obywatelskiej
- Zbigniew Ziobro ujawnił w programie Teraz my! nagranego ukrytą kamerą Mirosława G., przyjmującego od pacjentów koperty z pieniędzmi.
- W programie ujawniono, iż Stanisław Achremczyk, powołany 6 maja 2009 na szefa olsztyńskiej delegatury IPN, był pracownikiem Głównego Urzędu Kontroli Prasy, Publikacji i Widowisk. Dzień po emisji programu Achremczyk zrezygnował z pełnionej funkcji[2].

## Teraz My Dogrywka
Teraz My Dogrywka – emitowana była od 1 września 2008 w poniedziałki o godzinie 23:15 na antenie telewizji TVN24 oraz na portalu internetowym TVN24.pl, onet.pl oraz onet.tv, zaraz po zakończeniu emisji „Teraz my!” w TVN.
Stworzony z myślą o internautach. Oglądając go za pośrednictwem TVN24.pl, istniała możliwość bieżącego komentowania wypowiedzi gości i prowadzących oraz zadania im pytań.